# Đới đứt gãy Sông Hồng
Đới đứt gãy Sông Hồng (chữ Anh: Red River Fault), hoặc gọi là Đới kiến tạo Ai Lao Sơn - Hồng Hà, là đới kiến tạo biên giới nằm giữa nền Dương Tử và mảng Indosina. Sự va chạm hội tụ giữa tiểu lục địa Ấn Độ và lục địa Á - Âu từ Kỉ Paleogen đến sơ kì và trung kì Kỉ Neogen đã làm cho mảng Indosina bị đẩy ép về phía đông nam, biên giới phía đông bắc của nó hình thành đới trượt ngang Ai Lao Sơn - Hồng Hà có tính dẻo, trượt về bên trái, quy mô cực kì to lớn. Phương thức vận động vào cuối Kỉ Neogen là chuyển sang đứt gãy thuận trượt về bên phải, hình thành đứt gãy giòn ở phía đông Ai Lao Sơn, theo nghĩa hẹp chính là đứt gãy sông Hồng.

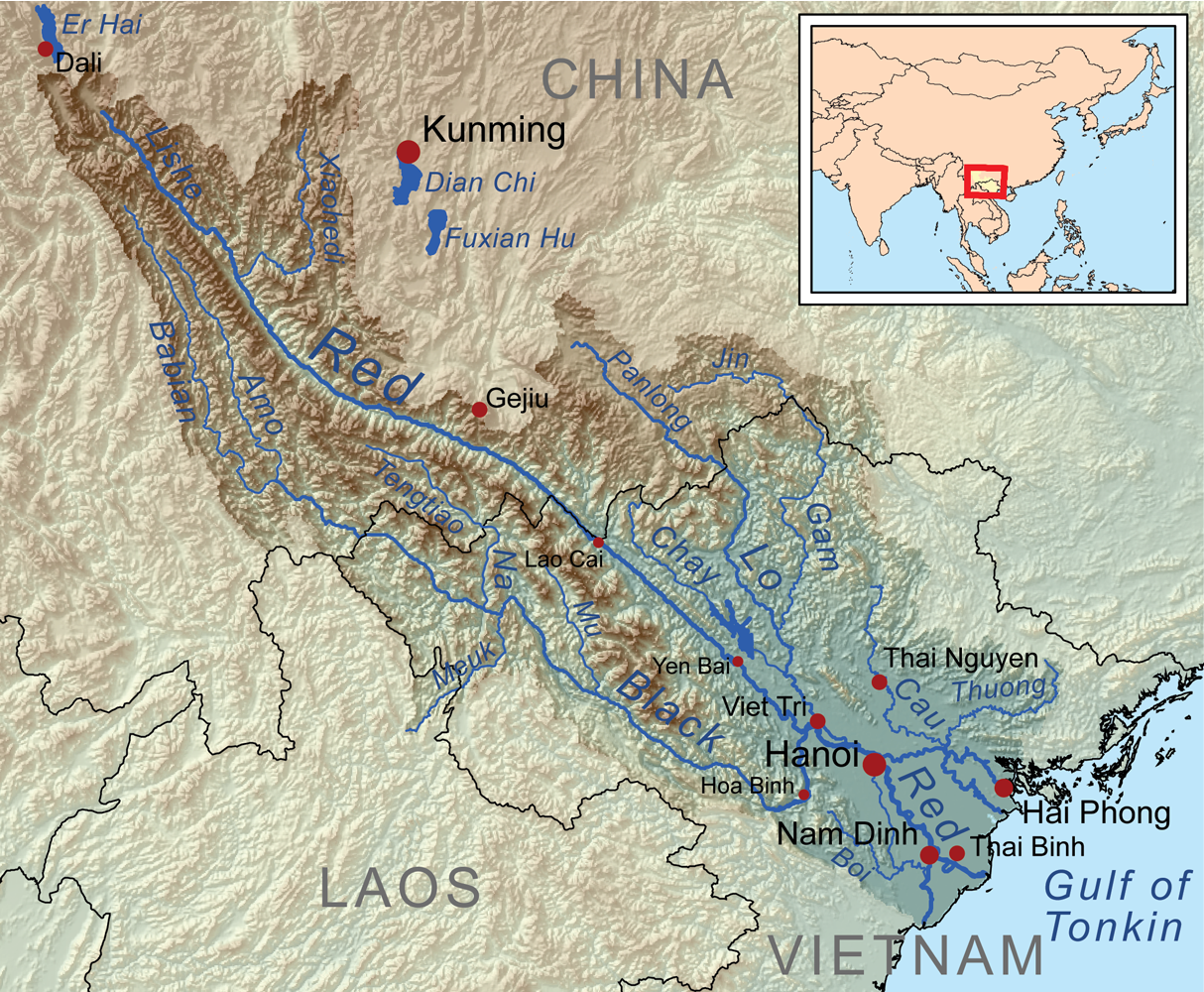
Sông Hồng là trung tâm của đới đứt gãy Sông Hồng

Đứt gãy sông Hồng là một hệ thống đứt gãy trượt bằng gồm đứt gãy chính và nhiều đứt gãy phụ kéo dài từ Duy Tây, Vân Nam, Trung Quốc chạy dọc thung lũng sông Hồng đến vịnh Bắc Bộ, với chiều dài trên 1560 km. Đứt gãy Sông Hồng được xem là ranh giới phân chia khối lục địa Nam Trung Hoa và khối Đông Dương, và là kết quả của sự va chạm của mảng Ấn Độ vào mảng châu Á. Hoạt động của đứt gãy cách đây 30 triệu năm đến 5,5 triệu năm về trước và tạo ra các trầm tích Oligocen thượng và Miocen dày 7 – 10 km. Tốc độ dịch chuyển của hai bên đứt gãy 7±3mm/năm.

## Tổng quan
Khi mảng Ấn Độ va vào mảng Á Âu hình thành nên dãy núi Himalaya và hình thành một loạt các yếu tố kiến tạo ảnh hưởng đến những vùng xung quanh nó, nhiều đứt gãy trượt bằng trên cao nguyên Thanh Tạng phát triển về hướng đông qua Vân Nam và Đông Nam Á. Các đứt gãy nổi tiếng như Côn Lôn, sông Tiên Thủy, sông Hồng, Gia Lạc, và Sagaing. Nhiều đứt gãy trượt bằng giữa Myanmar và Đứt gãy Sông Hồng có vai trò quan trọng trong pha phát triển kiến tạo Creta-Paleogen, cũng như giai đoạn tái hoạt động trong Oligocen đến nay.
Đứt gãy sông Hồng được thể hiện rõ trên ảnh vệ tinh, trên bản đồ địa hình, trên các sơ đồ mật độ yếu tố dạng tuyến (lineamen), chiều dày lớp ngoại sinh. Đới đứt gãy này gồm 3 đứt gãy là đứt gãy sông Hồng, sông Chảy và sông Lô.
Đới cắt trượt Sông Hồng là một trong những đứt gãy trượt bằng trái cùng với đứt gãy Wang Chao và Ba Tháp ở Thái Lan. Đứt gãy Sông Hồng được cho là hoạt động cùng thời kỳ với sự tách giãn hình thành Biển Đông.
Sự gián đoạn về đai biến chất cà nát mylonit vào cuối Kainozoi là biểu hiện rõ của hoạt động trượt bằng trái của đới đứt gãy này.

## Bối cảnh kiến tạo
Đứt gãy Sông Hồng có hai giai đoạn hoạt động chính: ban đầu có cơ chế trượt bằng trái do sự trượt về phía đông nam của khối Đông Dương trong giai đoạn 34–17 triệu năm (Ma) trước (Oligocen-Miocen), với cự li dịch chuyển trong giai đoạn này khoảng 700 km. Sau đó là trượt bằng phải trong Pliocen-Đệ Tứ (17 đến 5 Ma) nhằm phản ứng lại sự dịch chuyển về phía đông nam của khối Hoa Nam, với biên độ dịch chyển khoảng 5–40 km, tuy nhiên biên độ này vẫn còn là vấn đề tranh cãi. Đới đứt gãy này có thể đã cắt qua toàn bộ thạch quyển
Các phân tích về áp suất-nhiệt độ (P-T) cho thấy, sự căng giãn trượt bằng trái xuất hiện trong các môi trường tướng biến chất amphibolit. Các nghiên cứu về đứt gãy này từ Vân Nam đến Việt Nam chứng minh rằng hầu hết các cấu trúc đá gneiss nằm trong đới biến chất dọc sông Hồng được hình thành trong kỷ Creta.

## Hoạt động địa chấn
Dọc theo đứt gãy này trên địa phận Trung Quốc ghi nhận được một trận động đất có độ lớn Ms = 7-7,9 trong khoảng thời gian quan sát từ 780 đến 1976. Trong khi, trên lãnh thổ Việt Nam xuất hiện các trận động đất có Ms nhỏ hơn 6, và được dự đoán nó có thể sinh động đất Ms = 6,1- 6,5. Các trận động đất mạnh phát sinh từ đới này có thể hoặc là có chu kỳ lập lại trong khoảng thời gian rất dài và ngày nay bị khóa ở độ sâu 5–20 km hoặc cơ chế trượt chậm chiếm ưu thế và diễn ra nhiều lần trong Pliocen-Đệ Tứ.
Các hoạt động địa chấn của đới đứt gãy Sông Hồng có phạm vi ảnh hưởng đến những vùng dân cư rộng lớn, đông đúc và nhiều khu vực có vai trò quan trọng trong nền kinh tế quốc dân, đặc biệt là các công trình thủy điện Thác Bà, Hoà Bình, hệ thống đê điều của đồng bằng Bắc Bộ, trũng Hà Nội và vịnh Bắc Bộ.

## Các cấu trúc địa chất liên quan
Dọc theo đới đứt gãy có nhiều thể xâm nhập có tuổi khác nhau và thành phần từ siêu mafic đến felsic. Tất cả các đá bị vò nhàu và biến chất mạnh. Trong đới này có 4 dãy núi đá gơnai xem kẹp với leucogranit, amphibolit, micmatit, và các đai mạch, gồm Xuelung Shan, Daicang Shan, Ailao Shan thuộc Trung Quốc và dãy núi Con Voi (Việt Nam).
Bồn trũng Sông Hồng được lấp đầy bởi các trầm tích mảnh vụn với bề dày 10–17 km, và được tích tụ từ cuối Eocen. Các trầm tích có nhiều nguồn gốc khác nhau gồm sông, hồ (vào khoảng trước 21 Ma) đến trầm tích biển (sau 21 Ma). Hầu hết các trầm tích có xuất phát từ Himalaya được vận chuyển qua lưu vực sông Hồng.

## Chú ý
1. ↑  Mảng Indosina (chữ Anh: Indosinian Plate hoặc Indosinian Block), bao gồm đới Sông Mã, đới Pô Kô, đới Tam Kỳ - Phước Sơn, đới Nan - Uttaradit, đới Sa Kaeo, đới Bentong - Raub.